# 宮本俊助
宮本 俊助（みやもと しゅんすけ、1933年（昭和8年）4月5日 - ）は、日本の工学者。元徳島工業短期大学学長。阿南工業高等専門学校名誉教授。
熊本大学工学部電気工学科卒業。徳島県出身。

## 経歴
徳島県出身。1957年（昭和32年）に熊本大学工学部電気工学科を卒業。
大学卒業後は、1965年（昭和40年）まで熊本電波工業高等専門学校（現在の熊本高等専門学校）の教官を務め、同年より阿南工業高等専門学校の教官となり、同校で助教授・教授を経て、1997年（平成9年）の退官に伴い名誉教授に就任。
阿南工業高等専門学校の退官後は徳島工業短期大学で学長を務めた。